# Ytattackflottiljer i Sverige
Den svenska marinen hade fyra ytattackflottiljer för ytstrid. Dessa tillhörde organisatoriskt flottan och innehöll kustkorvetter, robotbåtar och patrullbåtar. Utöver stridfartygen ingick även stab och lagfartyg och vid vissa förband även så kallade "lag" som var lastbilsburna. 1998 bytte ytattackförbanden namn till ytstridsförband. Anledningen till detta namnbyte är okänd, men tänkbart är att det hängde samman med att invasionsförsvaret inte längre var aktuellt och de offensiva uppgifterna därför skulle tonas ner.

## 1.ytattackflottiljen,Gålö/Berga örlogsbas
Förbandsbeteckningen 1. jagarflottiljen skiftades till 1. ytattackflottiljen 1977-01-01. Denna flottilj existerade därefter till 1994-06-30 då arbetsuppgifterna övertogs av 2. ytattackflottiljen.
- 3. patrullbåtsdivisionen 1979 - 1982-12-08, bestod vid starten av patrullbåtar av Huginklass, HMS Vidar (P156) och HMS Vale (P155)
- 13. patrullbåtsdivisionen 1982-12-09 - 1994-06-30.
- 11. torpedbåtsdivisionen 1976-12-09 - 1983-12-07.
- 13. torpedbåtsdivisionen 1976-12-09 - 1982-12-08 i Karlskrona.
- 11. robotbåtsdivisionen 1983-12-08 - 1994-06-30.
- 10. kustkorvettdivisionen 1986-05-05 - 1994-06-30.
- 1. trängdivisionen 1988-10-01 - 1988-12-31.
- 14. trängdivisionen 1989-01-01 - 1992-12-31.
- Provturskommando torpedbåt typ Spica från 1. Jagarflottiljen - upphörde 1977-03-23.
- Provturskommando robotbåt typ Norrköping 1981-10-12 - 1982-12-08 därefter övergång till 4. Ytattackflottiljen.
- Provturskommando kustkorvett typ Göteborg 1989-04-12 - 1994-06-30.
- Provturskommando bojbåt/1:a Bojbåtsdivisionen första halvåret 1991, därefter 1. Ubåtsflottiljen.

## 2.ytattackflottiljen,Berga
Övertog 1. ytattackflottiljens arbetsuppgifter 1994-07-01. Förbandsbeteckningen skiftades 1998-01-01 till 2. ytstridsflottiljen och förbandet lades ner 2005-01-01 för att tillsammans med delar av 4. minkrigsflottiljen bilda den nya 4. sjöstridsflottiljen.
- 20. kustkorvettdivisionen, 4  kkv typ Göteborg
- 21. robotbåtsdivisionen, 6  rbb typ Norrköping
- 23. patrullbåtsdivisionen, 4  ptrb typ Kaparen

## 3.ytattackflottiljen,Karlskrona
Övertog 4. ytattackflottiljens arbetsuppgifter 1994-07-01. Förbandsbeteckningen skiftades 1998-01-01 till 3. ytstridsflottiljen och förbandet lades ner 2005-01-01 för att tillsammans med de i Karlskrona baserade delarna av 4. minkrigsflottiljen bilda den nya 3. Sjöstridsflottiljen.
- 18. patrullbåtsdivisionen i Göteborg 1994-07-01 - 2001-06-01.
- 31. kustkorvettdivisionen, 2 kkv typ Stockholm
- 34. robotbåtsdivisionen, 6 rbb typ Norrköping 1994-07-01 - 2005-09-01.
- 36 patrullbåtsdivisionen, 4 ptrb typ Kaparen 1994-07-01 - 2005-09-01.

## 4.ytattackflottiljen,Karlskrona
Flottiljen existerade till 1994-06-30 då arbetsuppgifterna övertogs av 3. ytattackflottiljen
- 5. patrullbåtsdivisionen i Göteborg, 4 ptrb typ Hugin 1978 - 1982-12-08
- 42. kustkorvettdivisionen
- 44. robotbåtsdivisionen 1982-12-09 - 1994-06-30
- 46. patrullbåtsdivisionen
- 48. patrullbåtsdivisionen i Göteborg 1982-12-09 - 1994-06-30

Antalet som står angivet efter varje division avser inte antal fartyg på linjen, utan det totala antalet med depåbåtarna inkluderade.